# اندرو آدامسون
اندرو آدامسون (انگلیسی: Andrew Ralph Adamson؛ زادهٔ ۱ دسامبر ۱۹۶۶) کارگردان، تهیه‌کننده و فیلم‌نامه‌نویس نیوزیلندی ساکن لس آنجلس است. آدامسون برای انیمیشن شرک موفق به دریافت جایزه اسکار شد و برای کارگردانی شرک ۲ نامزد جایزه اسکار شد. وی همچنین برنده جوایزی همچون جایزه آنی، جایزه بفتا و جایزه سینمایی انتخاب منتقدان برای بهترین پویانمایی بلند شده‌است.

## فیلم‌شناسی
- شرک (۲۰۰۱-کارگردان)
- شرک ۲ (۲۰۰۴-نویسنده و کارگردان)
- سرگذشت نارنیا: شیر، کمد و جادوگر (۲۰۰۵-نویسنده، کارگردان و تهیه‌کننده اجرایی)
- شرک ۳ (۲۰۰۷-نویسنده و تهیه‌کننده اجرایی)
- سرگذشت نارنیا: شاهزاده کاسپین (۲۰۰۸- نویسنده، کارگردان و تهیه‌کننده اجرایی)
- سرگذشت نارنیا: سفر کشتی سپیده‌پیما (۲۰۱۰-تهیه‌کننده)
- شرک برای همیشه (۲۰۱۰-تهیه‌کننده اجرایی)